# Pano
Pano is een duidingsprogramma op de Belgische openbare televisiezender VRT 1. Het programma wordt wekelijks uitgezonden en bevat reportages over levensverhalen en onderzoeksjournalistiek.   
Het magazine vloeit voort uit het samenvoegen van de redacties van Koppen en Panorama.

## Uitzendingen

### Seizoen 2016
| Afl. | Naam                               | Datum       | Beschrijving                                                                        |
| ---- | ---------------------------------- | ----------- | ----------------------------------------------------------------------------------- |
| 1    | Hoe kijkt de Vlaming naar moslims? | 12 oktober  | De eerste uitzending van Pano onderzoekt hoe islamofoob de Vlaming is.              |
| 2    | Hoe schadelijk zijn antibiotica?   | 18 oktober  | Onze kerngezonde reporter slikte een zware kuur antibiotica.                        |
| 3    | Kan ons kleuteronderwijs beter?    | 25 oktober  | Minister Hilde Crevits ondervindt de pijnpunten van de instapklasjes aan den lijve. |
| 4    | 1 jaar na Parijs                   | 1 november  | Konden de aanslagen in Parijs en Brussel vermeden worden?                           |
| 5    | Werkbaar werk?                     | 15 november | Zijn we in staat om met z'n allen langer te werken?                                 |
| 6    | Drinken onze jongeren te veel?     | 22 november | Moeten we ons zorgen maken over het alcoholgebruik van onze jongeren?               |
| 7    | Wat na Calais?                     | 30 november | Waar zijn de bewoners van de 'jungle' heen?                                         |

### Seizoen 2017
| Afl. | Naam                                                               | Datum       | Beschrijving                                                                    |
| ---- | ------------------------------------------------------------------ | ----------- | ------------------------------------------------------------------------------- |
| 1    | Hoe betrouwbaar is de afkomst van jouw hond?                       | 21 februari | Pano infiltreert in de internationale hondenhandel.                             |
| 2    | Waarom slapen we zo slecht?                                        | 1 maart     | De slaapkwaliteit van Vlamingen gaat achteruit.                                 |
| 3    | Het kind van de instelling                                         | 7 maart     | Het lot van achttienjarigen na de jeugdzorg.                                    |
| 4    | Revalideren na 22 maart                                            | 22 maart    | Overlevenden getuigen over hun revalidatie na de aanslagen van 22 maart.        |
| 5    | Ligt de druk om te presteren bij onze kinderen té hoog?            | 4 april     | 4 op de 10 jongeren kampen met psychische problemen.                            |
| 6    | Fake news. Welk nieuws mogen we nog geloven?                       | 12 april    | Welk nieuws mogen we nog geloven?                                               |
| 7    | Klein Turkije                                                      | 19 april    | Het samenleven tussen Belgen en Turken in Beringen.                             |
| 8    | De prijs van een gezond kind                                       | 25 april    | Genetische selectie sluit erfelijke ziektes uit.                                |
| 9    | Is de 'burgerpolitiek' een alternatief voor de klassieke politiek? | 3 mei       | Burgers grijpen de macht in de politiek.                                        |
| 10   | Maken sommige bedrijven misbruik van dagcontracten?                | 10 mei      | Een Pano-reporter gaat undercover werken met dagcontracten.                     |
| 11   | Vlaanderen asbestland                                              | 16 mei      | Er is nog veel asbest aanwezig in Vlaanderen.                                   |
| 12   | Undercover in de zorgfabriek                                       | 11 oktober  | Problemen in de commerciële zorgcentra blootgesteld.                            |
| 13   | Hoe lang duurt levenslang?                                         | 17 oktober  | Een portret van twee langzittende gedetineerden.                                |
| 14   | 30 dagen zonder wagen                                              | 25 oktober  | Waarom blijft de Vlaming voor de auto kiezen?                                   |
| 15   | Sexting: vind ik leuk/vind ik niet leuk                            | 1 november  | Sara onderzoekt de gevaren van sexting.                                         |
| 16   | Vuil spel                                                          | 8 november  | Slachtoffers van seksueel geweld getuigen.                                      |
| 17   | Burgemeester én bouwmeester?                                       | 15 november | Wie beslist over het Casino van Middelkerke?                                    |
| 18   | We worden alsmaar jonger dik: een gastric bypass voor kinderen?    | 22 november | Steeds meer jongeren ondergaan een maagoperatie.                                |
| 19   | Lieve jongens en stoere meisjes                                    | 28 november | Waarom roze en blauw geen onschuldige clichés zijn.                             |
| 20   | Het verdriet van Aalst                                             | 6 december  | Het vergeten leed van de moordpartij in Aalst door de Bende van Nijvel in 1985. |
| 21   | Drugsmaffia in Antwerpen: het sociale drama achter de coke         | 13 december | Antwerpen is de spil van de Europese cocaïnehandel.                             |

### Seizoen 2018
| Afl. | Onderwerp                                          | Datum        | Beschrijving                                                                  |
| ---- | -------------------------------------------------- | ------------ | ----------------------------------------------------------------------------- |
| 1    | Het spoort niet                                    | 21 februari  | Een blik achter de schermen bij de spoorbedrijven NMBS en Infrabel.           |
| 2    | Wie verdient er aan uw schulden?                   | 28 februari  | Is het systeem van schulden innen dolgedraaid?                                |
| 3    | (Online) gokken: jong geleerd is...                | 7 maart      | Het sociale drama achter het Belgische gokbeleid.                             |
| 4    | Ademen onze kinderen zich ziek?                    | 14 maart     | Is de lucht op het platteland beter dan in de stad?                           |
| 5    | Het trauma na de bom                               | 21 maart     | Twee jaar na de aanslagen onderzoekt Pano PTSS bij slachtoffers.              |
| 6    | Het basisonderwijs kraakt                          | 28 maart     | Jonge leerkrachten getuigen over diversiteit en de impacht van het M-decreet. |
| 7    | Vliegen voor geen geld                             | 4 april      | Wat is de kost van goedkope vliegtickets?                                     |
| 8    | Boerenbedrog                                       | 11 april     | Boeren krijgen geen eerlijke prijs voor topkwaliteit.                         |
| 9    | Coucke                                             | 18 april     | In het kielzog van ondernemer Marc Coucke.                                    |
| 10   | Wie is Schild & Vrienden écht?                     | 5 september  | Een blik op de beruchte Vlaamse jongerenbeweging.                             |
| 11   | Arm Vlaanderen: 5 jaar later                       | 12 september | Hoe gaat het 5 jaar later met kansarme kinderen?                              |
| 12   | Uw job overgenomen door artificiële intelligentie? | 19 september | Vormt AI een bedreiging voor onze jobs?                                       |
| 13   | Aannemer of oplichter?                             | 26 september | Raakt onze economie verziekt door faillissementsfraude?                       |
| 14   | Aap op het menu                                    | 3 oktober    | Is Brussels Airport een draaischijf van illegale Afrikaanse vleeshandel?      |
| 15   | Parkeren in Vlaanderen                             | 10 oktober   | Parkeerbeleid in Vlaamse steden.                                              |

### Seizoen 2019
| Afl. | Onderwerp                            | Datum        | Beschrijving                                                                             |
| ---- | ------------------------------------ | ------------ | ---------------------------------------------------------------------------------------- |
| 1    | Zijn humanitaire visa te koop?       | 15 januari   | Fraude via N-VA-gemeenteraadslid Kucam in Mechelen.                                      |
| 2    | De strijd van prins Laurent          | 13 februari  | Over het terugvorderen van Libisch geld van een mislukt plan voor herbebossing in Libië. |
| 3    | De Denderstreek                      | 20 februari  | Aalst, Ninove & Denderleeuw als voedingsbodem voor Vlaams Belang.                        |
| 4    | Wie is Youth for Climate?            | 27 februari  | Hoe bosbrossers een beweging met (internationale) impact werden.                         |
| 5    | Medicinale cannabis                  | 6 maart      | Wondermiddel of niet?                                                                    |
| 6    | De overvolle weg                     | 13 maart     | De clash tussen de auto en de fiets.                                                     |
| 7    | In de rauwe wereld van tienerpooiers | 20 maart     | Hoe gaan tienerpooiers te werk?                                                          |
| 8    | Het geheim van Jehova                | 27 maart     | Jehova dekt jarenlang seksueel misbruik toe .                                            |
| 9    | Missie chaos                         | 3 april      | Hoe Rusland van (des)informatie een wapen maakt.                                         |
| 10   | Verder na vluchtmisdrijf             | 4 september  | Wat gaat er om in het hoofd van een vluchtmisdrijfpleger?                                |
| 11   | Integratie op zijn Deens             | 11 september | Het 'Deense integratie-model' is no-nonsense.                                            |
| 12   | Hoera recyclage!                     | 18 september | Het hoera-verhaal van recyclage doorprikt.                                               |
| 13   | Open over drugs                      | 25 september | Hoe omgaan met illegale drugs?                                                           |
| 14   | Ontwikkelingssamenwerking 2.0        | 2 oktober    | Waarom krijgen goede doelen in het buitenland steeds minder geld?                        |
| 15   | Botox en fillers, tegen elke prijs   | 9 oktober    | Fillers en botox: het gezicht van een nieuwe generatie?                                  |
| 16   | Kindermisbruik online                | 16 oktober   | Foto's van onze kinderen worden online belaagd en gekaapt.                               |
| 17   | Het verhaal van team Pia             | 23 oktober   | Waarom is Zolgensma, het medicijn voor baby Pia, zo duur?                                |

### Seizoen 2020
| Afl. | Onderwerp               | Datum        | Beschrijving |
| ---- | ----------------------- | ------------ | --- |
| 1    | Geheim op Instagram     | 4 maart      | Kwetsbare jongeren delen heftige posts in verborgen communities op Instagram.                                                            |
| 2    | Het rapport van De Lijn | 11 maart     | Wat is er aan de hand bij De Lijn? |
| 3    | Cordon rond corona      | 25 maart     | Is er hoop op een snel vaccin tegen het coronavirus?                                                                                     |
| 4    | Zorg om corona          | 2 april      | Hoe gaat de zorgsector om met de strijd tegen het coronavirus?                                                                           |
| 5    | De piek                 | 22 april     | Hoe moet het verder na de coronapiek? |
| 6    | Nooit meer lockdown?    | 13 mei       | Hoe vinden we de balans tussen gezondheid, plezier en economie?                                                                          |
| 7    | Hotel Corona            | 27 mei       | Het verhaal van de Vlaamse skiërs die terugkeerden uit Noord-Italië.                                                                     |
| 8    | Wachten op zorg         | 23 september | Mantelzorgers trekken aan de alarmbel.                                                                                                   |
| 9    | Onrust om euthanasie    | 30 september | Misverstanden en mistoestanden bij euthanasie.                                                                                           |
| 10   | De grote maskerade      | 7 oktober    | Wat is er gebeurd met de Belgische strategische voorraad mondmaskers?                                                                    |
| 11   | Coronaproof?            | 21 oktober   | Hoe coronaproof is ons secundair onderwijs?                                                                                              |
| 12   | De perfecte storm       | 28 oktober   | Corona als de perfecte voedingsbron voor online desinformatie.                                                                           |
| 13   | Riolering, nu           | 4 november   | In Vlaanderen zijn 400.000 woningen nog niet aangesloten op de riolering.                                                                |
| 14   | Falend fonds            | 11 november  | Wat loopt er fout bij het Fonds voor de medische ongevallen?                                                                             |
| 15   | Hoop rond corona        | 18 november  | Hebben we tijdens de tweede coronagolf betere behandelingen voor zwaar zieke COVID-patiënten dan tijdens de eerste golf in het voorjaar? |

### Seizoen 2021
| Afl. | Onderwerp                       | Datum        | Beschrijving |
| ---- | ------------------------------- | ------------ | --- |
| 1    | Het spoor bijster               | 10 februari  | Het systeem van contacttracing in Vlaanderen blijft met problemen kampen.                                                                                                 |
| 2    | Te huur/te duur                 | 17 februari  | Huurwoningen in het goedkoopste segment voldoen vaak niet aan de geldende woonnormen.                                                                                     |
| 3    | Zonde van de zonnepanelen       | 24 februari  | Hoe is het politiek zo ver kunnen komen met de zonnepanelen-bom? |
| 4    | Geweld geoorloofd?              | 3 maart      | Wanneer en hoe mogen politiemensen geweld gebruiken? |
| 5    | Droog Vlaanderen                | 10 maart     | Huizen scheuren en verzakken als gevolg van de droogte. Waarom droogt Vlaanderen uit?                                                                                     |
| 6    | Kinderen van de rekening        | 17 maart     | De impact van de uitstoot van zware metalen door Umicore op de omwonenden in Hoboken.                                                                                     |
| 7    | Opgelicht online                | 24 maart     | Hoe gaan de online netwerken van phishers te werk om onze persoonlijke gegevens te stelen?                                                                                |
| 8    | Rijbewijs gekocht               | 31 maart     | Kan je zonder kennis van de wegcode een voorlopig rijbewijs behalen? |
| 9    | Geweld tegen vrouwen            | 15 september | Partnergeweld tegenover vrouwen: een ernstig maar miskend probleem. |
| 10   | Omgeving verwaarloosd           | 22 september | Het PFOS-dossier in Zwijndrecht en andere historische milieuvervuilingen: hoe is het zover kunnen komen?                                                                  |
| 11   | Identiteit gehuurd              | 29 september | Kan je een identiteit huren en daarmee legaal een job vinden? |
| 12   | Moskee beïnvloed                | 6 oktober    | Worden Belgische moskeeën vanuit het buitenland beïnvloed? |
| 13   | Overstroming onderschat         | 13 oktober   | De ravage na de overstromingen in Wallonië in juli 2021 is nog altijd niet te overzien.                                                                                   |
| 14   | Het verhaal van Dejan Veljković | 14 december  | Voetbalmakelaar en eerste Belgische spijtoptant Dejan Veljković geeft zijn kant van het verhaal over de vermeende fraude en wedstrijdvervalsing in het Belgische voetbal. |

### Seizoen 2022
| Afl. | Onderwerp                             | Datum        | Beschrijving |
| ---- | ------------------------------------- | ------------ | --- |
| 1    | Goedkoopste kip                       | 26 januari   | De concurrentie in de kippenindustrie treft zowel de producenten, de consumenten als de kippen zelf.                                                                          |
| 2    | Bouwbedrog                            | 2 februari   | De bouwsector wordt nog steeds geplaagd door frauduleuze faillissementen van aannemers. Vervolg op de Pano-reportage Aannemer of oplichter? van 26 september 2018.            |
| 3    | De zaak Carlo                         | 9 februari   | Het verhoor van kwetsbare verdachten: is een bekentenis krijgen belangrijker dan de waarheid achterhalen?                                                                     |
| 4    | Nood aan psychische hulp bij jongeren | 16 februari  | Door de coronamaatregelen zijn depressiviteit en zelfmoordgedachten bij jongeren bijna verdubbeld.                                                                            |
| 5    | Bomen gedwarsboomd                    | 23 februari  | Pano onderzoekt het Vlaamse bomenbeleid: bomen en bossen worden nog te makkelijk gekapt en het heraanplanten van bomen ter compensatie is niet altijd een succes.             |
| 6    | Verkrachtingsdrugs verborgen          | 2 maart      | Bij "spiking" worden slachtoffers verkracht nadat er bij het uitgaan iets in hun drankje is gedaan en herinneren zij zich nadien nauwelijks iets van wat er hen overkomen is. |
| 7    | De kern van de zaak                   | 9 maart      | De prijs van de energie is torenhoog: we zijn te afhankelijk van gas en wat met de kernuitstap?                                                                               |
| 8    | Macht misbruikt                       | 16 maart     | Getuigenissen over machtsmisbruik van leidinggevenden aan Vlaamse universiteiten.                                                                                             |
| 9    | Vlaanderen vervuild                   | 31 augustus  | Hoe vervuild is Vlaanderen en welke impact heeft dat op onze levensverwachting?                                                                                               |
| 10   | Bouwpromotor baas?                    | 7 september  | Het aantal appartementen in Vlaanderen neemt toe. Pano onderzoekt de relatie tussen projectontwikkelaars en lokale besturen.                                                  |
| 11   | Boer zoekt toekomst                   | 21 september | Boeren die de laatste jaren nog fors mochten uitbreiden zullen door het Vlaamse stikstofakkoord de deuren moeten sluiten.                                                     |
| 12   | Het eetprobleem                       | 28 september | Het aantal eetstoornissen bij jongeren is fors toegenomen tijdens de coronacrisis.                                                                                            |
| 13   | Het inclusieve onderwijs              | 5 oktober    | Pano onderzoekt de obstakels die kinderen met een beperking in het gewone onderwijs ondervinden.                                                                              |
| 14   | Stad tegen stort                      | 12 oktober   | Brussel scoort slecht als het over zwerfafval gaat. Wat is de oplossing en wie is er verantwoordelijk?                                                                        |
| 15   | Antipsychotica alom                   | 19 oktober   | Ouderen in een woonzorgcentrum krijgen opvallend vaak een antipsychoticum toegediend.                                                                                         |

### Seizoen 2023
| Afl. | Onderwerp                     | Datum       | Beschrijving |
| ---- | ----------------------------- | ----------- | --- |
| 1    | Het antwoord van assisen      | 15 maart    | Het proces van seriemoordenaar Stephaan Du Lion. |
| 2    | Het antwoord van assisen (2)  | 22 maart    | Het proces van seriemoordenaar Stephaan Du Lion. |
| 3    | Trans tieners                 | 29 maart    | Alsmaar meer jongeren willen een medische transitie. |
| 4    | (Over)leven met de wolf       | 5 april     | De wolf is terug in Vlaanderen en heeft het gemunt op kleinvee. |
| 5    | Crèche in crisis              | 12 april    | Kinderopvang in Vlaanderen veroorzaakt stress bij zowel ouders als bij uitbaters van crèches.                                                                               |
| 6    | Resort gestrand               | 19 april    | Vastgoedinvesteringen in het buitenland lopen soms grondig mis. |
| 7    | Onzekerheid verzekerd         | 26 april    | De problemen die slachtoffers van zware ongevallen ondervinden met hun verzekeraars.                                                                                        |
| 8    | Tattoo getest                 | 3 mei       | Illegale tatoeëerders werken niet altijd in de meest hygiënische omstandigheden.                                                                                            |
| 9    | De ongelijke strijd           | 15 november | Zijn er voldoende middelen om de georganiseerde drugscriminaliteit in de Antwerpse haven aan te pakken?                                                                     |
| 10   | Kwaad bloed                   | 22 november | Sepsis is een ernstige aandoening waar te weinig bewustwording voor bestaat bij artsen en verpleegkundigen.                                                                 |
| 11   | Knokke(n) om vastgoed         | 29 november | Belangenvermenging van het gemeentebestuur met vastgoedontwikkelaars in Knokke-Heist, waaronder het golfhotel van Ghelamco (Paul Gheysens).                                 |
| 12   | Arm Vlaanderen: 10 jaar later | 6 december  | Tien jaar geleden maakte de VRT een reportage over kinderarmoede in Vlaanderen. Pano zoekt de kinderen van toen, die ondertussen jongvolwassenen geworden zijn, opnieuw op. |
| 13   | Uitgezet wild                 | 13 december | Dieren worden nog steeds gekweekt en uitgezet puur om erop te jagen, alhoewel dit al meer dan 30 jaar verboden is in Vlaanderen.                                            |
| 14   | Jeugdhulp in crisis           | 20 december | Kinderen en jongeren moeten noodgedwongen in het ziekenhuis verblijven omdat er geen plaats is de crisisopvang.                                                             |

### Seizoen 2024
| Afl. | Onderwerp               | Datum       | Beschrijving |
| ---- | ----------------------- | ----------- | --- |
| 1    | De terugkeer            | 20 februari | Pano filmde het reilen en zeilen in het gesloten asielcentrum van Merksplas waar mensen zonder papieren wachten op hun uitwijzing. |
| 2    | Diagnose: endometriose? | 27 februari | Pano onderzoekt waarom er zo weinig geweten is over endometriose, een vaak voorkomende chronische gynaecologische aandoening.      |
| 3    | De wachtlijst           | 5 maart     | In Vlaanderen kan de wachttijd op een sociale woning oplopen tot 10 jaar.                                                          |
| 4    | Slag in het water       | 12 maart    | Wat onderneemt Vlaanderen tegen overstromingen en waterellende als gevolg van de klimaatverandering?                               |
| 5    | Kopzorgen               | 19 maart    | Is koppen gevaarlijk voor voetballers?                                                                                             |
| 6    | Ziekenhuis maakt ziek   | 15 oktober  | Ziekenhuissanitair, zoals wastafels, badjes en leidingen zijn broeihaarden van resistente bacteriën.                               |
| 7    | De jacht op labels      | 22 oktober  | Ouders moeten soms veel geld betalen voor een diagnose ADHD of autisme.                                                            |
| 8    | Antwerpen bekent kleur  | 29 oktober  | Hoe goed zijn politici met migratieroots in Antwerpen vertegenwoordigd? (Na de gemeenteraadsverkiezingen van 13 oktober)           |
| 9    | Onderweg onder invloed  | 12 november | Wat is er nodig om bestuurders onder invloed van de baan te houden? (Alcohol en verkeer)                                           |
| 10   | OCMW op drift           | 18 november | Het OCMW Anderlecht controleert onvoldoende het toekennen van steun                                                                |

### Seizoen 2025
| Afl. | Onderwerp               | Datum    | Beschrijving |
| ---- | ----------------------- | -------- | --- |
| 1    | Welkom in Aalter        | 19 maart | Voert Aalters burgemeester Pieter De Crem een ontradingsbeleid voor buitenlanders in zijn gemeente? Pano stelt vast hoe moeilijk niet-Belgen het hebben om te worden ingeschreven in Aalter. |
| 2    | De asbesterfenis        | 26 maart | Asbest in Vlaanderen is overal maar wie zal finaal de schade betalen? |
| 3    | Kind voor een ander     | 2 april  | Grote nood aan een wettelijk kader voor draagmoederschap in ons land. |
| 4    | Sterke spieren          | 9 april  | De fitnessrage bij tienerjongens: wat met de impact van supplementen? |
| 5    | De kracht van de klacht | 16 april | Bouwen in Vlaanderen is vandaag meer dan ooit een juridisch steekspel. Eén klacht kan volstaan om een heel project jaren stil te leggen.                                                     |